# Крамарж, Карел
Ка́рел Кра́марж (чеш. Karel Kramář; 27 декабря 1860, Гохштадт-на-Изере, Австро-Венгрия — 26 мая 1937, Прага, Чехословакия) — чешский и чехословацкий правый политический и государственный деятель националистического толка, первый премьер-министр независимой Чехословакии.

## Биография

### Молодость, учёба и участие в «реалистическом» движении
Родился 27 декабря 1860 в Гохштадт-на-Изере (ныне Высоке-над-Йизероу) в семье квалифицированного каменщика Петра Крамаржа из Становы, впоследствии известного в регионе богатого строителя и владельца кирпичного завода. Его мать Мария, урождённая Водседялкова, происходила из местной крестьянской семьи, её дед был старостой. Карел был единственным выжившим из пятерых детей своих родителей. Его родители были сосредоточены на его будущей карьере и решили отправить его учиться в Прагу. В шестнадцать лет Карел Крамарж покинул родной дом и стал учиться в реальной гимназии в пражском районе Мала Страна, проживая в съёмной квартире в Градчанах. В 1871 году начал обучение в Малостранской гимназии, которая в то время имела хорошую патриотическую репутацию. С первого по восьмой класс учился с отличием, изучал языки, играл на фортепиано и скрипке, рисовал и писал картины. Этот широкий интерес к языкам и культуре, возникший в молодые, студенческие годы, сопровождал его на протяжении всей жизни. В июне 1879 года с отличием окончил учёбу и после каникул осенью того же года отправился в Берлин, где поступил на юридический факультет, но в летнем семестре уже учился в Страсбургском университете.
Осенью 1880 года был зачислен студентом юридического факультета Пражского университета, где принимал активное участие в студенческой общественной жизни того времени. 24 апреля 1884 года окончил учёбу на юридическом факультете университета Карла-Фердинанда и получил степень доктора права. После окончания учёбы, тому не нужно было работать, чтобы содержать себя, и поэтому он стал готовиться к карьере университетского преподавателя и поэтому тот отправился за границу для дальнейшего обучения. Первоначально тот изучал национальную экономику в Берлинском университете у профессора Адольфа Вагнера, эксперта в области финансовой науки, позднее в том же году тот поступил в Парижскую вольную школу политических наук, где его привлекли выдающиеся имена некоторых профессоров школы, особенно Альбера Сореля, Эмиля Бутми, Анатоля Анри Леруа-Больё и русского государственного деятеля Николая Милютина. В общей сложности учился в пяти зарубежных университетах: по специальности «Развитие австрийского государственного права» в Вене, «Национальная экономика» в Берлине и «Политология» в Париже и Страсбурге. Также провел короткое время в Лондоне. Он получил докторскую степень в Праге в 1884 году.
Систематически и последовательно готовился к будущей политической карьере, сблизившись со своим бывшим учителем Йозефом Кайзлем и Томашом Масариком. Любил путешествовать, свободно говорил на четырех языках — русском, французском, немецком и английском, а также знал основы латыни. Был известным любителем дебатов. Его преимуществом для начинающего политика была также его финансовая независимость. Имел во владении ткацкую фабрику в Либштате, имел акции Пражской акционерной типографии, эстонской «Kränholmanufaktur» в Таллине и других компаний, его отец был владельцем кирпичного завода в Семили; его активы впоследствии были увеличены женитьбой. В конце 1880-х годов сотрудничал с Масариком и Кайзлем в разработке нового политического направления (так называемого реализма Масарика). В январе 1889 года Крамарж перенял у Яна Гербена двухнедельный журнал «Час» и продолжил её финансирование. Был редактором журнала и писал статьи, подобно историку и политику Антонину Резеку. Участвовал, в частности, вместе с Томашем Масариком в создании Чешской народной партии (реалистов).

### Младочешский политик
В 1890 году, в в разгар кампании Младочехов против «Пунктации» (чеш. Punktace, или Венские пунктации чеш. Vídeňské punktace, план состоявший из 11 пунктов (нем. Punkte) 1890 года и направленного на чешско-австрийского соглашение по примеру Австро-венгерского соглашения), который должен был разрешить чешско-немецкие национальные споры путем фактического разделения провинциального управления на чешские, немецкие и смешанные области и, таким образом, по сути, разделить традиционное королевство Богемия, вместе с Кайзлом и Масариком вступил в Младочешскую партию. На выборах в Рейхсрат 1891 года был избран депутатом Палаты депутатов от крестьянской курии, избирательный округ Йичин, Нова Пака и др. С 1894 по 1913 год был также депутатом Сейма Чешского королевства. В то время как Масарик вскоре покинул младочехов, Кайзл и Крамарж остались и постепенно стали основными представителями реалистического, умеренного течения в партии.
В 1894 году стал соавтором «Нимбуркской резолюции младочехов», которая стала победой умеренного течения партии и поражением радикального оппозиционного движения. В 1890-е годы неоднократно выступал в качестве союзника Кайзла и других реалистичных младочехов. В конце десятилетия их деятельность временно переместила Младочехов в проправительственный лагерь. Это был постепенный процесс (так называемая «поэтапная политика»). Когда в Цислейтании к власти пришло правительство графа Казимира Феликса Бадени, младочехи поддержали его предложение о реформировании избирательной системы («избирательная реформа Бадени»), а в 1897 году они также провели переговоры о фундаментальном изменении официального статуса чешского языка (так называемые «языковые правила Бадени»). В этот момент Младочешская партия уже открыто поддерживала правительство. Крамарж писал по этому поводу Кайзлу: «Мы вкусили запретный плод и потеряли свободу во всех направлениях» («My už kousli do zapovězeného jablka – a tu nevázanost na všecky strany jsme ztratili»). Однако правительство графа Бадени пало из-за сопротивления со стороны немецко-австрийских националистов по вопросу языковых правил. Крамарж и Кайзл затем попытались маневрировать против следующего правительственного кабинета (первого правительства Пауля Гауча). Они не хотели принимать радикально-национальную риторику, подобную той, которую практиковал Георг фон Шёнерер в немецко-австрийском лагере, но в то же время они понимали, что после падения кабинета Бадени пространство для более существенного выполнения чешских требований и, следовательно, для успехов Младочешской партии сужается. Языковые правила Гауча, с которыми министр-президент Гауч ознакомил Кайцля и Крамаржа, были более скромной и также неудачной попыткой пересмотреть языковые правила Бадени.

#### Лидер младочехов
В 1897 году был избран председателем партии Младочехов. На протяжении 1890-х годов Крамарж оставался близким соратником Кайзла, но находился в его тени. Их взгляды иногда расходились, например, когда в конце века Крамарж открыто критиковал внешнюю политику государства в Рейхсрате, в тот самый момент Кайзл был лояльным министром финансов в правительстве Франца фон Туна-Гогенштейна. В 1899 году Крамарж публично охарактеризовал Тройственный союз как «старое, изношенное роскошное пианино, которое мы пока не можем убрать на хранение, но на котором мы больше не играем» («starém, obehraném luxusním klavíru, který sice ještě nemůžeme odložit do skladiště, na který také ale už současně nehrajeme»), что надело шуму во французской печати «L’avenir de l’Autriche» («Revue de Paris», 1889, март). Крамарж опубликовал множество статей в периодической печати по политическим и экономическим вопросам. Отдельно были изданы: «Das Papiergeld in Oesterreich seit 1848» (Лпц., 1886); «Das böhmische Staatsrecht» (Вена, 1896); «Die russische Valutareform» (Вена, 1896).
Продолжал быть важным парламентским политиком и оратором. Неоднократно побеждал на выборах в Рейхсрат на выборах в 1897 году (снова курия сельских муниципалитетов, округ Йичин, Йилемнице, Семилы и др.) и на выборах в 1901 году (городская курия, округ Табор, Пацов, Каменице и др). Около месяца осенью 1897 года был первым заместителем председателя Палаты депутатов Рейхсрата.
В первые годы XX века, после смерти своего друга Йозефа Кайзля, постепенно занял его лидерское положение в партии. Когда правительство Эрнеста фон Кёрбера попыталось проводить более реалистичную политику и пыталась создать примирительное чешско-германские соглашение, Крамарж присоединился к этим дебатам. В 1902 году он сформулировал чешскую позицию по вопросам государственного устройства. Тот не отвергал полностью требования чешских немцев о реформе административного деления и создания краёв, но отказался от подчинения регионов непосредственно правительству, без какой-либо связи с общегосударственным административным органом. Активно действовал в 1905 году, когда под влиянием революции в России в Цислейтании обострилась дискуссия о демократических реформах, особенно о всеобщем избирательном праве. Сразу после возвращения из летнего отпуска в России начал агитировать в партии за реформы и возвращение к демократическим традициям младочехов. Свои идеи он также сформулировал в книге «Заметки о чешской политике». Придерживался умеренных традиций, которые ранее представляли Йозеф Кайзл и Густав Эйм. Он призывал к объединению чешских либеральных политических течений, поддерживал активную парламентскую политику и отвергал пустую агитацию за государственное право. Когда правительство Цислейтании уступило общественному давлению и согласилось на проведение избирательной реформы, которая фактически ввела равное и всеобщее избирательное право, руководил быстрой трансформацией деятельности партии, чтобы она могла выдержать предстоящую, гораздо более сложную политическую конкуренцию. Эти изменения были официально одобрены на партийном съезде в марте 1906 года. В то время к Младочехам присоединились многочисленные бывшие прогрессисты и реалисты, и партия стремилась интегрировать несоциалистические политические течения.

### Неославизм «позитивная» политика
Около 1906 года начался новый этап проправительственной активности младочехов (так называемая «позитивная политика»). В 1906 году Крамарж одобрил вхождение младочеха Йозефа Форжта в состав правительства Макса фон Бека. В июле 1906 года стал председателем парламентского фракции Младочехов в заканчивающимся созыве Рейхсрата. На выборах 1907 года был переизбран депутатом от округа Богемия 033. После выборов Франтишек Фидлер заменил на посту министра торговли Йозефа Форжта. Чешский политический спектр (в корне измененный выборами) был разделен. Младочехи, аграрии и клерикалы были открыты для проправительственного сотрудничества с кабинетом Макса фон Бека и образовали независимую фракцию в Рейхсрате (Национальный клуб в Рейхсрате), в то время как другие чешские несоциалистические партии не принимали участия в его деятельности. Крамарж отстаивал проправительственную позицию партии и последующим правительстве Рихарда фон Бинерта-Шмерлинга. В 1908 году младочехи поддержали бюджет, но политика приспособления столкнулась с растущей критикой (некоторые младочехи и чешские аграрии также перешли на антиправительственные позиции).
Крамарж также значительно затрагивал вопросы внешней политики в это время. Его прославянская деятельность, называемая «неославизмом» с 1907 года, достигла кульминации в так называемых славянских конгрессах. Вместе с Йозефом Шайнером тот организовал панславянские конгрессы в Праге (12 июля 1908 году), Петербурге и Софии (в 1910 году). Продвигал идеи неославизма – взаимного сближения, сотрудничества, солидарности и военной, экономической и культурной помощи. На этот раз речь не шла о панславянских концепциях, направленных против монархии и государства. Напротив, Крамарж предполагал гармонию между славянской ориентацией чехов и интересами Австро-Венгрии (укрепление экономического сотрудничества с Восточной и Юго-Восточной Европой и развитие внешних союзов со славянскими государствами). Славянский элемент в монархии затем был усилен аннексией Боснии и Герцеговины (младочехи поддержали аннексию, а также ключевой закон о военных расходах). В это же время Крамарж инициировал создание в Рейхсрате свободного парламентского союза «Славянское единство», в состав которого вошли чешские, южнославянские и некоторые украинские депутаты-несоциалисты.
Позитивная политика Младочехов столкнулась с новыми потрясениями в 1909 году. Чешские министры Альбин Браф и Ян Жачек покинули правительство в знак протеста против действий некоторых провинциальных собраний в альпийских странах, объявивших немецкий язык исключительным местным языком. Однако после того, как славянские оппозиционные настроения привели к возобновлению парламентских обструкций, Крамарж предложил революционное изменение правил процедур Рейхсрата, что значительно затруднило обструкции. Младочехи, которые в предыдущие двадцать лет неоднократно использовали радикальную обструкцию в качестве политического инструмента, теперь отвергли этот инструмент через своего лидера. Однако в 1910 году провалилась концепция позитивной политики, и с провалом этой стратегии стал и политическим провалом Крамаржа. В ноябре 1910 года тот не был избран председателем парламентского Чешского клуба (была восстановлена зонтичная фракция чешских депутатов-несоциалистов), а эту должность занял Франтишек Фидлер, который в это время приобрел доминирующее влияние в партии, которая теперь была ориентирована исключительно оппозиционно.
Несмотря на этот провал, Крамарж добился успеха на выборах в 1911 году (от округа Богемия 03). Был избран одним из рядовых заместителей председателя Рейхсрата, и некоторое время его рассматривали в качестве кандидата на министерский пост в новом правительстве.

### Сопротивление во время Первой мировой войны
До начала Первой Мировой войны выступал за сотрудничество чешского национального движения с правительством Австро-Венгрии. Был сторонником федералистской политики в многонациональных государствах (как в Австро-Венгрии, так и в России). Однако в июне 1914 года, незадолго до начала войны, составил документ под названием «Славянская конституция», который уже не принимал во внимание существование Австро-Венгрии и планировал включение чешских земель в состав Общеславянской федерации, возглавляемой династией Романовых, в которую должны были войти русские, болгары, поляки, сербы и черногорцы, и после переслал её в Петербург.
После начала войны, Крамарж стал организовывать внутреннее сопротивление. В 1915 году был арестован за свою антигосударственную деятельность, и на судебном процессе, который длился с 6 декабря 1915 года по 3 июля 1916 года, был приговорен к смертной казни за государственную измену и шпионаж вместе с Алоисом Рашином, Йозефом Шайнером, Винценцем Червинкой и Йозефом Замазалом (на этом процессе его защищал Эдуард Кернер). Арест и осуждение Крамаржа стали поворотным моментом для чешского общества, поскольку ведущий чешский политик должен был исчезнуть из политической жизни (и, согласно первоначальному приговору, полноценно из жизни).  К якобы совершенным антигосударственным деяниям, ему вменили организацию панславянских конгрессов, что, однако, не являлось преступлением на момент «совершения».
30 мая 1917 года был лишён мандата депутата в Рейхсрате на основании окончательного приговора от 20 ноября 1916 года. В связи с изменением внутренней и внешней политики государства в конце войны (ослабление влияния генералитета на управление государством и судом) в январе 1917 года смертный приговор ему был заменен на 20 лет, а в июле 1917 года он и другие осужденные были амнистированы новым императором Карлом I (это было частью большой амнистии для более чем 700 чехов и жестом, призванным облегчить предстоящие переговоры с чешскими политиками).
Чешский историк Отто Урбан отмечает, что если бы Крамарж уехал заграницу во время войны, то тот мог бы логически стать лидером чешского сопротивления за рубежом, благодаря своему опыту, репутации и контактам. Однако после его ареста и заключения этот вариант стал невозможен, и лидером сопротивления за рубежом стало окружение Томаша Гаррига Масарика. Однако роль Крамаржа была решающей. На родине, во время суда, тот приобрел репутацию героя, который своими действиями рисковал собственной жизнью ради своей страны. После освобождения из тюрьмы снова стал лидером партии Младочехов (хотя сначала тот пробыл в деревне три месяца). Включился в дебаты о направлении чешской политики. Вёл переговоры с лидерами национал-социалистов об их предложении создать единую чешскую несоциалистическую партию. 21 октября 1917 года на собрании провинциальных попечителей и активных членов партии Младочехов был вновь официально назначен (вместе с Алоисом Рашином) главой партии. Переговоры о концентрации политического спектра в конечном итоге привели в феврале 1918 года к слиянию с несколькими более мелкими партиями, в частности с Чешской прогрессивной партией (с марта 1918 года) и созданию партии «Чешская государственно-правовая демократия». К этому формированию, председателем которого был Крамарж, присоединились и партия Старочехов.

### Первый премьер-министр Чехословакии
Имея репутацию национального мученика, в июле 1918 года стал главой Национального комитета, который был головным органом чешской политической сцены в то время, когда фундаментальные изменения в правовом порядке Центральной Европы уже происходили. 25 октября 1918 года с ним связался новый (и последний) министр-президент Цислейтании Генрих Ламмаш, который хотел заручиться поддержкой Крамаржа и, соответственно, Чехии для своего кабинета с целью федерализации Австро-Венгрии. Однако чешская сторона уже на этом этапе отвергла подобные переговоры (с 26 сентября 1918 года, первым председателем «Временного чехословацкого правительства» был Томаш Гарриг Масарик). 28 октября 1918 года, во время провозглашения независимости Чехословакии, Крамарж находился в Женеве, куда 25 октября отправился на встречу представителей внутреннего и зарубежного сопротивления. Будучи монархистом, Крамарж изначально продвигал идею создания независимого монархического государства, но позднее принял идею республиканской формы государства. Вскоре после создания Первой республики, в 1919 году, партия Крамаржа трансформировалась в Чехословацкую национал-демократию.
14 ноября 1918 года на заседании Революционного национального собрания, Крамарж был избран первым премьер-министром Чехословакии, к неудовольствию президента Томаша Масарика, придерживавшегося совсем иных политических взглядов (уже к 1910-м годам отношения между двумя ведущими политиками Чехии испортились). Сам он также согласился занять этот пост с неохотой, так как представлял независимую Чехословакию не республикой, а монархией, во главе, возможно, с одним из русских великих князей. Крамарж также вёл заседание национального собрания, на котором тот объявил о низложении Габсбургско-Лотарингская династия и лишении их прав на чешский престол, после чего государство было объявлено свободной демократической республикой. Также на этом заседании Т. Г. Масарик был избран президентом (единогласно, путем аккламации).
8 января 1919 года в коридоре Пражского Града, благодаря счастливому стечению обстоятельств, выжил после покушения семнадцатилетнего коммуниста Алоиза Йозефа Штястного. Тот прибыл в Пражский Град около 14:00 часов, и попытался встретиться с премьер-министром в его кабинете. Его остановили и попросили подождать в коридоре. У Крамаржа в тот день был плотный график: утром он выступил на заседании Национального собрания, а после 14:00 тот снова покинул кабинет в сопровождении своего секретаря Франтишека Шредера. В коридоре рядом со Штястным ждал также художник Карел Лангер, о прибытии которого доложили премьер-министру. Через мгновение Штястный приблизился к Крамаржу и выстрелил в него обеими очередями из своего револьвера с расстояния трех метров. Первая пуля пробила Крамаржу его тяжелое зимнее пальто, куртку и несколько вещей в карманах, остановившись на кожаном ремне. Вторая пуля застряла в стволе при выстреле, и снаряд не вышел. Крмарж остался невредим и после продолжил запланированную программу в тот же день. Штястный был немедленно задержан Шрёдером и Лангером, арестован жандармерией и заключён в тюрьму, а вскоре после этого был арестован и его сообщник Владимир Грегор. Оба преступника были осуждены, но вскоре были освобождены по амнистии в 1920 году.
Во время своего министерского председательства Крамарж возглавлял чехословацкую делегацию на Парижской мирной конференции. Там тот отстаивал точку зрения, что победившие державы должны вмешаться в борьбу против большевистского правительства в России. Однако это требование не увенчалось успехом из-за сопротивления министра иностранных дел Эдварда Бенеша. Сам Крамарж был активным сторонником Белого движения, в частности, состоял в дружеских отношениях с Антоном Ивановичем Деникиным. Во время конференции обострились идеологические и личные разногласия с тогдашним министром иностранных дел Бенешем, который являлся близким соратником президента Масарика.
Оставался на посту премьер-министра до 8 июля 1919 года, когда его правительство пало после проведения коммунальных выборов, закончившихся поражением для национал-демократов. После этого, больше не был участником ни одного чехословацкого правительства. В дальнейшем Национально-демократическая партия, возглавляемая Крамаржем, не играла заметной роли в правительствах межвоенного периода.

### Поздние годы
Во времена Первой республики Крамарж был председателем своей партии, но фактическая власть в ней принадлежала другим. Крамарж, наряду с Масариком, сыграл большую роль в поддержке молодым Чехословацким государством русской эмиграции. В 1920-е годы опубликовал ряд интересных работ о России («Русский кризис»; 1921), разработал проект конституции России. Крамарж придерживался консервативных и националистических взглядов, был сторонником национального, а не многонационального государства и вёл — как один из критиков так называемого «Града» — ряд идеологических и личных споров (например, о достоинствах внутреннего и внешнего сопротивления) с Бенешем и Масариком. После создания партии «Национальное объединение» в 1934 году был избран председателем.
С 1918 года был депутатом Революционного национального собрания, а с 1920 года и до своей смерти — постоянным депутатом Национального собрания Чехословакии.

### Смерть и похороны
Скончался 26 мая 1937 года, за несколько месяцев до смерти Масарика. Был похоронен за государственный счёт в субботу 29 мая 1937 года, церковный обряд совершил епископ Градец-Кралове Мориц Пиха при участии каноников капитула Святого Вита.

## Личная жизнь
Принял православие, неоднократно бывал в России, летние месяцы проводил в Крыму. Там ему принадлежала Вилла Барбо в Мисхоре. 

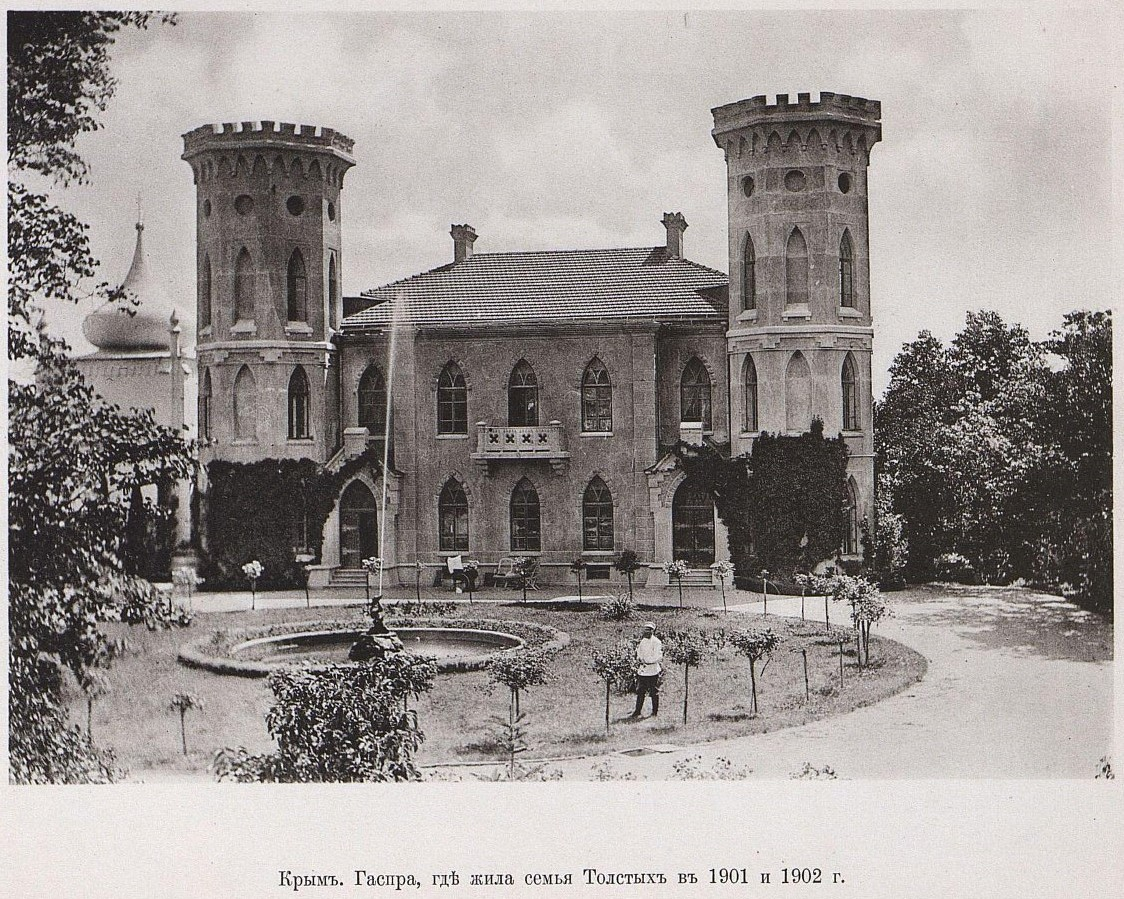
Дворец графини Паниной в Крыму

В апреле 1890 года он гостил в доме Алексея Алексеевича Абрикосова (1856–1931), совладельца кондитерской фабрики и плодоконсервного завода, сына Алексея Ивановича Абрикосова, и его жены Надежды Николаевны Абрикосовой, урожденной Хлудовой (1862–1936), которые жили счастливо со своими четырьмя детьми. Карел Крамарж также ездил с ними в их летнюю резиденцию в Крыму. Он страстно влюбился и вскоре получил возможность пригласить Абрикосовых в Вену: в 1892 году, благодаря своим связям, он организовал для Надежды гинекологическую операцию в клинике известного врача, профессора Эдуарда Альберта. Чтобы помочь Надежде выздороветь, все трое отправились в Альпы, откуда Абрикосов вернулся домой один. В 1893 году Надежда окончательно оставила мужа и детей и осталась в Вене, поначалу проживая в отеле недалеко от парламента.

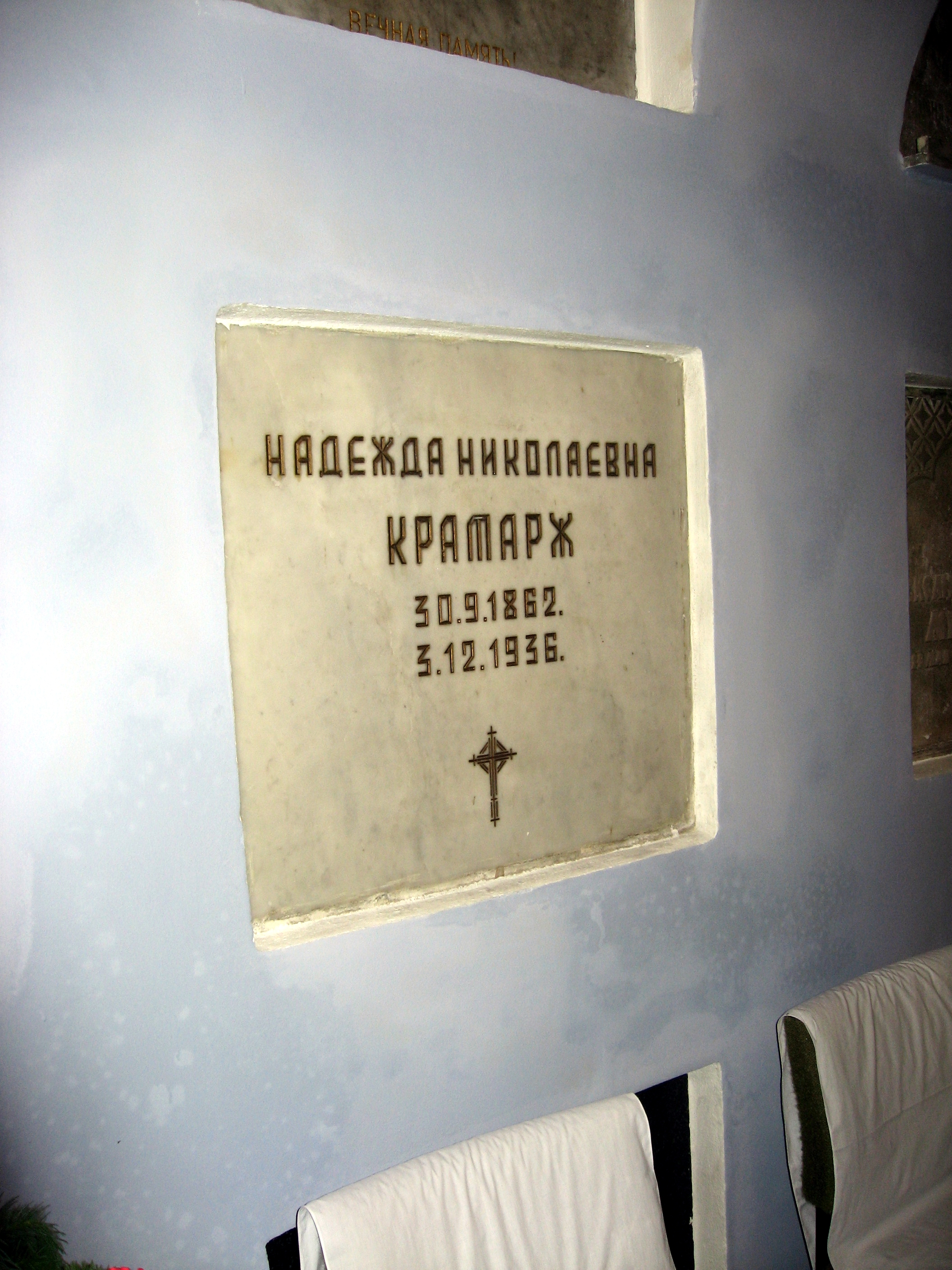
Надгробная плита жены Надежды Николаевны

Свадьбе предшествовала длительная и, по меркам того времени, скандальная интимная связь, которую Крамарж долгое время успешно скрывал даже от близких друзей. Развод для Надежды был непростым — в православной церкви это было возможно только в случае нарушения одним из супругов брачного обета, виновный был дополнительно наказан запретом вступать в повторный брак. Обманутый Абрикосов не отвечал до 1898 года, когда Надежда узнала, что у него новая партнерша и внебрачные дети. Она подала на развод, и в начале 1900 года российские церковные власти расторгли брак Абрикосовых.
Свадьба Карела Крамаржа и Абрикосовой состоялась 17 сентября 1900 года в Крыму, в особняке графини Паниной в Гаспре. Обряд был совершен по православному обряду.  Брак был счастливым и полным нежности, несмотря на то, что у Надежды было слабое здоровье, из-за которого она не имела детей.
Надежда умерла раньше своего мужа, 3 декабря 1936 года, и была похоронена в крипте православного Храма Успения Пресвятой Богородицы на Ольшанах, а Карел Крамарж был похоронен рядом с ней пять месяцев спустя.

## Сочинения
- Основы конституции Российского государства // Архив русской революции / Сост. И. В. Гессен. — Берлин, 1921. — Т. 1. — С. 263—288. — 326 с.
- Русский кризис: с дополнениями и изменениями автора, [сделанными для русского издания] / Перевод с чешского А. С. Изгоева. — Прага; Париж, 1925. — 635 с.
- В защиту славянской политики. / Пер. с чеш. С. И. Варшавского. — Прага; Париж, 1927. — 145 с.